# ディ・プラッツ
ディ プラッツ（英語：die pratze）は、東京都新宿区西五軒町の神楽坂にあった小劇場である。

## 概要
die pratzeとはドイツ語で不器用な手の意である。die pratzeはもともと北区田端本町にあったが、1994年頭に神楽坂へ移転、そして、神楽坂に次いで2001年、東麻布の都営地下鉄大江戸線赤羽橋駅前にもう一軒の小劇場を開いた(麻布は2007年一杯で閉館)。die pratzeは、実験的な前衛芸術のために開かれた劇場だが、学生演劇、アマチュア演劇から暗黒舞踏、各種ショー、ダンスのワークショップまで、あらゆるジャンルの利用者に手頃な値段で貸し出されていた。経営していたのは、パフォーマンスグループ劇団OM-2主宰の真壁茂夫である。2011年4月、大家からの立ち退き要求や、建物自体の老朽化などから2012年7月末で閉館することを発表した。2012年7月26日に、川村美紀子単独公演「すてきなひとりぼっち －Fantastic One-man Ping Pong－」を最後に18年の歴史に幕を下ろした。

## 主な企画
- 「ダンスがみたい！1～10」：コンテンポラリー・ダンス企画としては、その取り上げるダンサーが最も幅広く多岐にわたっており、日本のコンテンポラリー・ダンス、舞踏とはどのような状況にあるのか、概観する上で非常に役立つ。日本を代表するフェスティバルである。また、2003年にこの企画から生まれた「新人シリーズ」は公募フェスティバルとして若手ダンサーの登竜門的存在として広く知られている。観客が参加投票できる「オーディエンス賞」「新人賞」を獲得すると「ダンスがみたい！」本編にて公演が可能となっている。
- 「M.S.A．Collection」：OM-2をはじめ、日本の現在演劇の中で本当に前衛的な作品を集めていることで有名である。
- 「ハイナーミュラー／ザ・ワールド」：ドイツの劇作家ハイナー・ミュラーを題材に、日中韓の劇団、日独の研究者などが参加。約2ヶ月に渡って、計18の劇団が公演を行った。